# 托馬斯·拉斯格貝爾
托馬斯·拉斯格貝爾（德語：Thomas Rathgeber；1985年4月30日—）是一位德國足球運動員，在場上的位置是前鋒。他現在效力於德國球隊沙爾克04二隊。他曾經效力於波鴻。